# کبوترهای صخره‌ای
کبوترهای صخره‌ای (نام علمی: Petrophassa)، سرده کوچکی از کبوترها در خانوادۀ کبوتران و بومی استرالیا و مانند کبوترهای بال‌برنزه است.
این سرده دارای دو گونه است: 
- کبوتر صخره‌ای پربلوطی ، P. rufipennis
- کبوتر صخره‌ای پرسفید ، P. albipennis

آنها با کبوتر چاهی (Columba livia) (که کبوتر سنگی نیز نامیده می‌شود)، ارتباط نزدیکی ندارند، گونه‌ای که شامل کبوترهای اهلی و وحشی و همچنین گونه‌های وحشی بومی اروپا، شمال آفریقا و آسیا می‌شود.